# 帝国政治体
帝国政治体，或译帝国阶层（拉丁语：Status Imperii；德语单数：Reichsstand；德语复数：Reichsstände；英语：Imperial State/Imperial Estate），是指在神圣罗马帝国议会（Reichstag）拥有席位和投票权的政治实体，这些政治实体共同组成了神圣罗马帝国。少数帝国官员有席位但无投票权，就其本身而言算不上“帝国政治体”。

## 与领地的关系
帝国政治体最初与某一块特定的领地而非个人挂钩。因此：
1.当多个个体共同统治某块政治体的不同部分时，投票权共享；
2.相反，拥有多个与政治体，就有多个投票权。
1653年以来，皇帝原则上不能接纳无领地的个人成为“帝国政治体”，即所谓的“Reichsständische Personalisten”（帝国政治个体）。但也有例外。

## 保留条件
当以下情况发生时，可能丧失“帝国政治体”地位：
1.遭到皇帝或议会下达的帝国禁令，最著名的例子是三十年战争时期莱茵帕拉丁选侯腓特烈五世 (普法尔茨)因为指挥波西米亚起义而受罚；
2.割让给外国（除非另有条款声明保留）；
3.被吞并，即成为另一个政治体的附庸（但并非必然如此）；
4.被另一个家族继承（1648年后）。

## 特权
“帝国政治体”的特权有：
1.在帝国议会投票，投票可以是个体票，也可以是集体票；
2.凌驾于帝国臣民之上；
3.家族事务的自治；
4.与外国人以及其他帝国政治体结盟；
5.其他。 